# Langues oubanguiennes
Les langues oubanguiennes forment une branche des langues adamawa-oubanguiennes, de la famille des langues nigéro-congolaises.

## Classification interne
Branches et langues (Moñino 1988):
- gbaya (branche)
  - gbaya ɓodoe (RCA: Ndongué-Bongowen)
  - gbaya ɓiyanda (RCA: Koui-so)
  - gbeya (RCA: Bossangoa)
  - manza (RCA: Mala)
  - mbodomo (Cameroun: Tongo-Gandima)
  - bangando (Cameroun: Yokadouma)
  - ɓofi (RCA: Keli)
- ngbandi (branche)
  - sango véhiculaire
  - yakoma (RCA: Mbindo)
  - kpatiri (gbayi) (RCA: Alindao)
- ngbaka (branche)
  - ngbaka maɓo (RCA: Bokanga)
  - monzombo (RCA: Iteï)
  - gbanzili (RCA: Kouango)
  - ɓaka (Sud-Cameroun)
  - mayogo (RDC: Isiro/Niangara)
  - mundu (RDC: Bunia)
- mba (branche)
  - ndunga-le (RDC: Lisala)
  - mba-ne (RDC: Kisangani)
  - ɗongo-ko (RDC: Makoro)
  - ama-lo (RDC: Amadi)
- sere (branche)
  - sere (RCA: Obo)
  - bare (viri) (RCA: Obo)
- banda (branche)
  - linda (RCA: Ippy)
  - yangere (RCA: Ndélé, Sud-Est de Berbérati)
  - ngao (RCA: Ndélé)
  - vara (RCA: Badela)
  - wojo (RCA: Kaga Bandoro)
  - dakpa (RCA: Grimari)
  - langbasi (RCA: Kouango)
  - mbanza (RCA: Mongoumba)
- zandé (branche)
  - zandé (RCA: Zémio)
  - nzakara (RCA: Bangui)
  - geme (RCA: Ndélé)